# قلميقيون
القلميقيون (لغة الكالميك: Хальмгуд, Xal’mgud، لغة منغولية: Халимаг، Halimag) هم الأويرات في روسيا، الذين هاجر أسلافهم من جونغاريا عام 1607. وقد أنشأوا خانية الكالميك في 1630-1724 في منطقة شمال القوقاز الروسية. ويشكلون اليوم الأغلبية في جمهورية قلميقيا ذات الحكم الذاتي على الشاطئ الغربي من بحر قزوين.

## الأصول والخلفية التاريخية

### التاريخ المبكر
تُعد قبيلة القلميقيون فرعًا من الأويرات المغول التي امتدت أجزاء من أراضيهم الرعوية القديمة إلى الوقت الحاضر من كازاخستان وروسيا ومنغوليا والصين. بعد سقوط مملكة يوان المنغولية في الصين في عام 1368، ظهرت مجموعة الأويرات بصفتها عدوًّا صعبًا ضد مجموعة كاكا المنغولية وضد سلالة مينغ الصينية بين عامي (1368-1644) وشعب مانشو الذي أسّس سلالة تشينغ الحاكمة في الصين عام 1644. مدة 400 عام، شكّلت الأويرات قوة عسكرية كبيرة بهدف السيطرة على كل من منغوليا الداخلية والخارجية. انتهى هذا الصراع عام 1757 بهزيمة الأويرات في جونغاريا؛ واعتُبروا حينها آخر المجموعات المغولية الذين قاوموا الخضوع إلى مملكة تشينج (جروسيت، 1970: 502-541).
في بداية حقبة الأربعمئة عام هذه، أطلق المغول الغربيون على أنفسهم اسم مجموعات الأويرات الأربعة. إذ يتكون هذا التحالف من أربعة قبائل منغولية غربية رئيسة هي: كوشوت وشوروس وتورغوت ودوربيت. باتحادهم الجماعي، سعت هذه القبائل الأربعة إلى السيطرة على السلطة كبدلاء عن المغول، الذين كانوا الورثاء الأبويين لجنكيز خان. اندمجت القبائل الأربعة مع القبائل المجاورة أو ما يُعرف بالجماعات المنشقة في بعض الأحيان، لذلك كثيرًا ما ترددوا لتكوين التحالفات، إذ تسيطر القبائل الكبيرة على القبائل الأصغر منها أو تحتلها. شملت القبائل الصغيرة التابعة للاتحاد القبائلي خويت وزاخشين وبيدس ومانغيتس.
تنقلت هذه القبائل البدوية معًا في السهول العشبية في غرب آسيا الداخلية بين بحيرة بالكاش في شرق كازاخستان الحالي وبحيرة بايكال في روسيا الحالية شمال منغوليا. وقد نصبوا خيامهم هناك وأبقوا قطعان الأبقار والأغنام والخيول والحمير والجمال.
ترجم الباحث في علم الصينيات بول بيليوت الاسم «تورغوت» إلى الحارس القديم (بالفرنسية: garde de jour). وكتب أن سكان تورغوت يُدينون باسمهم هذا إما تكريمًا لذكرى حارس جنكيز خان أو إلى الحارس القديم باعتبارهم أحفاد قبيلة كيريتيس. وُثّق ذلك بين قبائل الكيريتيس في كتاب تاريخ المغول السري قبل أن يسيطر جنكيز خان على المنطقة (بيليوت، 1930: 30).

## أصل الكلمة
معنى اسم هاليماغ (بالمنغولية: Halimag) (وهم القلميقيون المنغوليين) هو «الأفراد المتنقلون»، ويعني الفعل «Halih» في المنغولية الارتشاح أو التسرب أو الغمر. لذلك أُعطي لهم اسم «هاليماغ» لأنهم كانوا الأفراد الذين تسرّبوا من المنغوليين والأراضي المنغولية.
أما اسم قلميقيون (بالمنغولية: Kalmyk) فهو كلمة من أصل تركي تعني «البقية» أو «يبقى». وقد استخدمت القبائل التركية هذا الاسم في وقت باكر من القرن الثالث عشر. وُثّق الجغرافي العربي ابن الوردي على أنه أول شخص يستخدم هذا المصطلح في الإشارة إلى الأويرات في القرن الرابع عشر (خوداركوفسكي، 1992: 5، نقلًا عن بريتشنايدر، 1910: 2: 167). طبّق الخواجات من مدينة كاشغر هذا الاسم على قبائل الأويرات في القرن الخامس عشر (جروسيت، 1970: 506). ذكرت مصادر روسية اسم «القلميقيون التتار» في وقت باكر من عام 1530، وأيضًا سمّى الرسام الخرائطي سيباستيان مونستر (1488–1552) المنطقةَ باسم «كالميكي» على خريطة رسمها في كتابه كوزموغرافيا الذي نُشر عام 1544. لكن الأويرات لم يقبلوا بهذا الاسم مطلقًا.

## المجموعات الفرعية
المجموعات الفرعية العرقية الرئيسة لمجموعة القلميقيون هي: باتود ودوربيت وكويت وكوشوت وأولوت وتورغوت وبوزافا. وتعد مجموعة تورغوت المسيطرة بسبب عدد أفرادها الضخم. أما مجموعة بوزافا فهي الأقلية الصغرى وتعد أكثر المجموعات التي يحمل سكانها الجنسية الروسية.

## الديموغرافيا (عدد السكان)
توضّح هذه الإحصائيات التعداد السكاني لمجموعة القلميقيون في الإمبراطورية الروسية والاتحاد السوفييتي والكونفدرالية الروسية:
| 1897    | 1926    | 1939    | 1959    | 1970    | 1979    | 1989    | 2002    | 2010    |
| 190,648 | 128,809 | 129,786 | 100,603 | 131,318 | 140,103 | 165,103 | 174,000 | 183,372 |

## الموقع
يعيش القلميقيون بشكل رئيس في جمهورية قلميقيا التي تعد تابعة للكونفدرالية الروسية. تقع قلميقيا في الجزء الجنوبي الشرقي من روسيا بين نهري فولغا ودون. تمتد حدودها إلى جمهورية داغستان في الجنوب، وكراي ستافروبول في الجنوب الغربي، وروستوف أوبلاست وفولغوغراد أوبلاست في الغرب والشمال الغربي على التوالي. وتمتد حدودها الشرقية إلى منطقة أوبلاست أستراخان، وبحر قزوين على الحدود الجنوبية الشرقية.
بعد انهيار الاتحاد السوفيتي، انتقل عدد كبير من القلميقيون -بالأخص الشباب منهم- إلى مدن أكبر في روسيا مثل موسكو وسانت بطرسبرغ، وانتقل قسم منهم أيضًا إلى الولايات المتحدة. وقد سارع الشباب بهذه الخطوة برغبة منهم في الحصول على فرص تعليمية واقتصادية أفضل، إذ ما زالت هذه الهجرة مستمرة حتى اليوم.
في الوقت الحالي، يشكل القلميقيون غالبية السكان في قلميقيا. وبحسب الإحصائية الروسية عام 2010، وُجد ما مجموعه 162,740 من القلميقيون يعيشون داخل قلميقيا. وهذا يُمثّل 57.4% من مجموع السكان في عام 2010. بالإضافة إلى ذلك، فإن معدلات الخصوبة في قلميقيا أعلى بكثير منها عند الروس والشعوب السلافية الأخرى، في حين أن متوسط عمر سكان قلميقيا أقل بكثير منه عند الروس، وهذا يضمن استمرارهم في النمو في المستقبل القريب.

## نظام الكتابة
في القرن السابع عشر الميلادي، ابتكر زايا بانديتا -وهو كاهن بوذي من قبيلة خوشوت- نظامًا كتابيًا يُدعى كلير سكريبت (بالإنجليزية: Clear Script) استنادًا إلى النصوص المنغولية الكلاسيكية عمودية الشكل من أجل السيطرة على لغة الأويرات. في الجزء اللاحق من القرن التاسع عشر وأوائل القرن العشرين، أُهمل نظام كلير سكريبت بشكل ملحوظ من قّبل القلميقيون حتى تخلوا عنه بالكامل في عام 1923 وأُدخِل نظام الكتابة الكريلية بدلًا منه. في عام 1930، وضع علماء اللغة القلميقيون أبجدية لاتينية مُعدلة لكنها استُخدمت لفترة وجيزة فقط.

## الشخصيات السياسية
- فلاديمير لينين.[4]
- إيليا أوليانوف.[5]
- أوكا غورودوفيكوف.
- لافار كورنيلوف.

### خانات قلميقيا
- هو أورلوك.
- شوكور ديشين.
- بانتساغ.
- أيوكا خان.
- تسيرين دوندوك.
- دوندوك أومبو.
- دوندوك داشي.
- أوباشي خان.

### نجوم الرياضة
- باتو كازيكوف.
- رينات سيمينوف.
- جان دجوركاييف.
- يوري دجوركاييف.
- أون دجوركاييف.